# Aitutaki
Aitutaki är en av Cooköarna och ligger ungefär 225 km norr om huvudön Rarotonga. Den har ett invånarantal på ungefär 1 200 personer. Aitutaki är den näst mest besökta ön av Cooköarna och räknas som en av de vackraste öarna i Söderhavet. Aitutaki är en atoll med en stor lagun och rev gående runt ön. Högsta punkten är på 123 meter vid Maunga Pu på nordvästra sidan av ön. Omkring Aitutaki finns även en del mindre obebodda öar som Maina, Mangere, Akaiami, och Tekopua. Längst upp i norr finns en liten flygplats bestående av två startbanor varav en används. Den första byggdes av amerikanska trupper under andra världskriget. Flygplatsen används nu av Air Rarotonga som har dagliga flygningar till ön.

## Historia
Den första kända européen som satte sin fot på ön var kapten William Bligh och hans besättning från HMS Bounty den 11 april 1789. Det kända myteriet hände inte långt efter.

## Geografi
Aitutaki är en atoll. Högsta toppen ligger på ungefär 123 meter vid höjden som är känd som Maunga Pu på norra sidan. 
Revet som skapar basen för Aitutaki är formad ungefärlig som en liksidig triangel med 12 km i bredd i längd. Den södra spetsen av triangeln är nästan helt under vattenytan och den östra sidan består av ett stråk med småöar (däribland Mangere, Akaiami och Tekopua). 
Den västra sidan av atollen består av många av Aitutakis viktigaste delar. I riktning mot södra sidan så finns det en spricka i atollen som gör att båtar har tillträde till lagunen som täcker stora delar av den södra triangeln. Vidare mot norr finns ännu en spricka i atollen som tillåter ankarplatser nära land vid Arutanga. 
Aitutakis start- och landningsbana finns belägen allra lägst i norr och i södra lagunen finns möjligheter för flygbåtar att landa.

## Intresseplatser

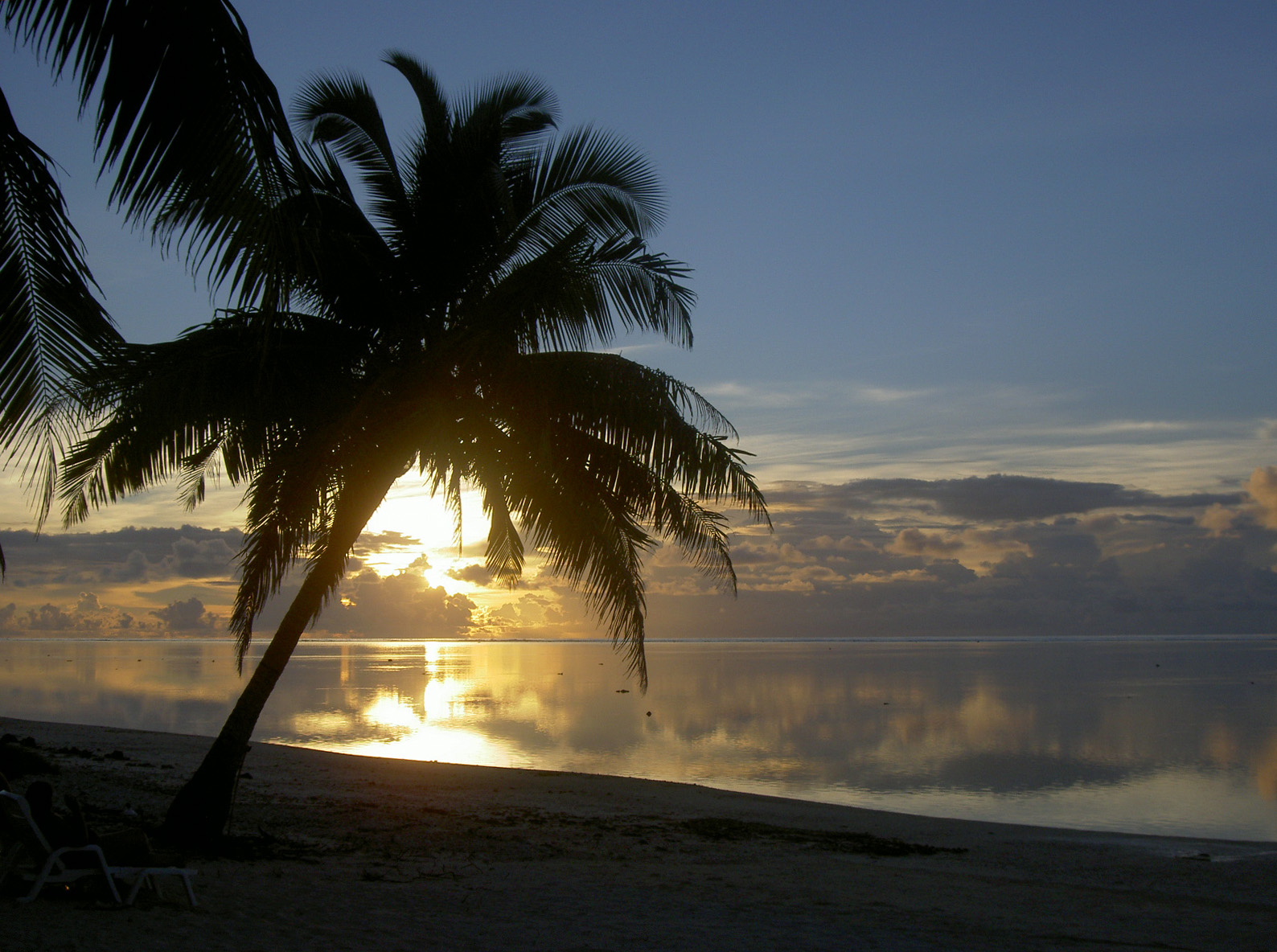
Solnedgång på Aitutaki.

Aitutaki är mest känd för sin turkosa lagun, obebodda öar och palmkantade stränder. En annan fördel man har är att man hittills har blivit besparade från massturismen. Notervärt är också den gamla kyrkan och ett par gigantiska banjanträd.
One Foot Island är en liten ö i sydöstra delen av lagunen och sägs ofta vara den viktigaste turistattraktionen. Den sägs ge besökare den bästa vyn över Aitutakiatollen och beroende på tidvattnet kan man gå över till en sandbank en bit ifrån. Trippen till ön den mest vanliga av turerna som anordnas och bokas lättast genom resorterna på Aitutaki. One Foot Island, som är obebodd, har dock ett eget postkontor där man kan få en "One Foot Island-stämpel" i sitt pass för en rimlig summa pengar.
Air Rarotonga erbjuder dagliga turer till Aitutaki från huvudön Rarotonga.
Det finns även två andra noterbara småöar. Rapota och Moturakau är platserna där första säsongen av den brittiska dokusåpan Shipwrecked spelades in 2000 och sedan igen 2006. Dessa öar användes också som stamplatser för den amerikanska dokusåpan, Survivor: Cook Islands.